# Tema con variazioni de Françaix
Pour les articles homonymes, voir Introduction, thème et variations.
Tema con variazioni (ou thème et variations) est une pièce pour clarinette en la et piano de Jean Françaix composée en 1974. Il a dédicacé la pièce à son fils Olivier, en écrivant  « O.livier » dans la partition de piano et de clarinette sur les trois premières notes do-fa-ré.
La pièce est donnée au concours du conservatoire de Paris en 1975. 
Cette pièce est composée à une période particulière où Francis Poulenc avait composé en 1962 sa sonate pour clarinette et piano et Pierre Boulez ses Domaines en devenir permanent entre 1961 et 1970. En rupture avec l'avant-garde contemporaine, le style d'écriture de Jean Françaix transparaît dans une atmosphère légère et joviale, intégrant des rythmes pleins d'esprit, des traits de virtuosité dans les lignes de clarinette et des changements inattendus de nuance. 
La pièce dure 7 minutes environ. 
Il existe également une version avec orchestre à cordes.

## Structure
La pièce comprend un thème et six variations et une cadence.
- thème moderato
- variation 1, larghetto misterioso
- variation 2, presto
- variation 3, moderato
- variation 4, adagio
- variation 5, tempo di Valza
- cadence, moderato puis lento
- variation 6, prestissimo

## Analyse
Cette œuvre possède la forme typique du thème suivi de six variations pour clarinette et piano, avec une cadence pour clarinette solo entre les variations cinq et six. 
La pièce est écrite dans un style néoclassique avec des influences de jazz et de modernisme, ce qui la rend accessible au public tout en constituant un défi pour le clarinettiste.
Le thème en ré majeur introduit le motif principal qui sera repris dans les variations qui est basé sur un motif  integrant « O.livier » comprenant au total cinq notes qui est repris dans les variations.
Le thème possède une forme A-A'-Coda. 
La première variation est en si bémol majeur avec une mesure ¾ et une indication larghetto misterioso, à la façon d'une valse lente. La deuxième variation presto démarre brusquement en sol majeur, avec une démonstration de virtuosité chromatique rapide pour la clarinette. La variation suit une forme A-B-A'. La troisième variation est courte avec une structure mélodique et rythmique unique. La quatrième variation est en mode mineur et  se présente comme une chanson triste et lyrique. La cinquième variation, la plus longue, mélange le piano jouant une valse élégante accompagnée d'une mélodie fragmentée à la clarinette. Une cadence à la clarinette seule suit avec des éclats rapides de chromatisme menant à la variation finale, une célébration joyeuse en ré majeur. Le motif principal revient sur un autre rythme. Cette dernière variation possède une forme ABA' où le piano exploite d'abord le thème puis la clarinette avec un jeu de slap tonguing terminant sur un final éblouissant avec des changements dynamiques rapides et des lignes chromatiques virtuoses.